# Castelo de Malmaison

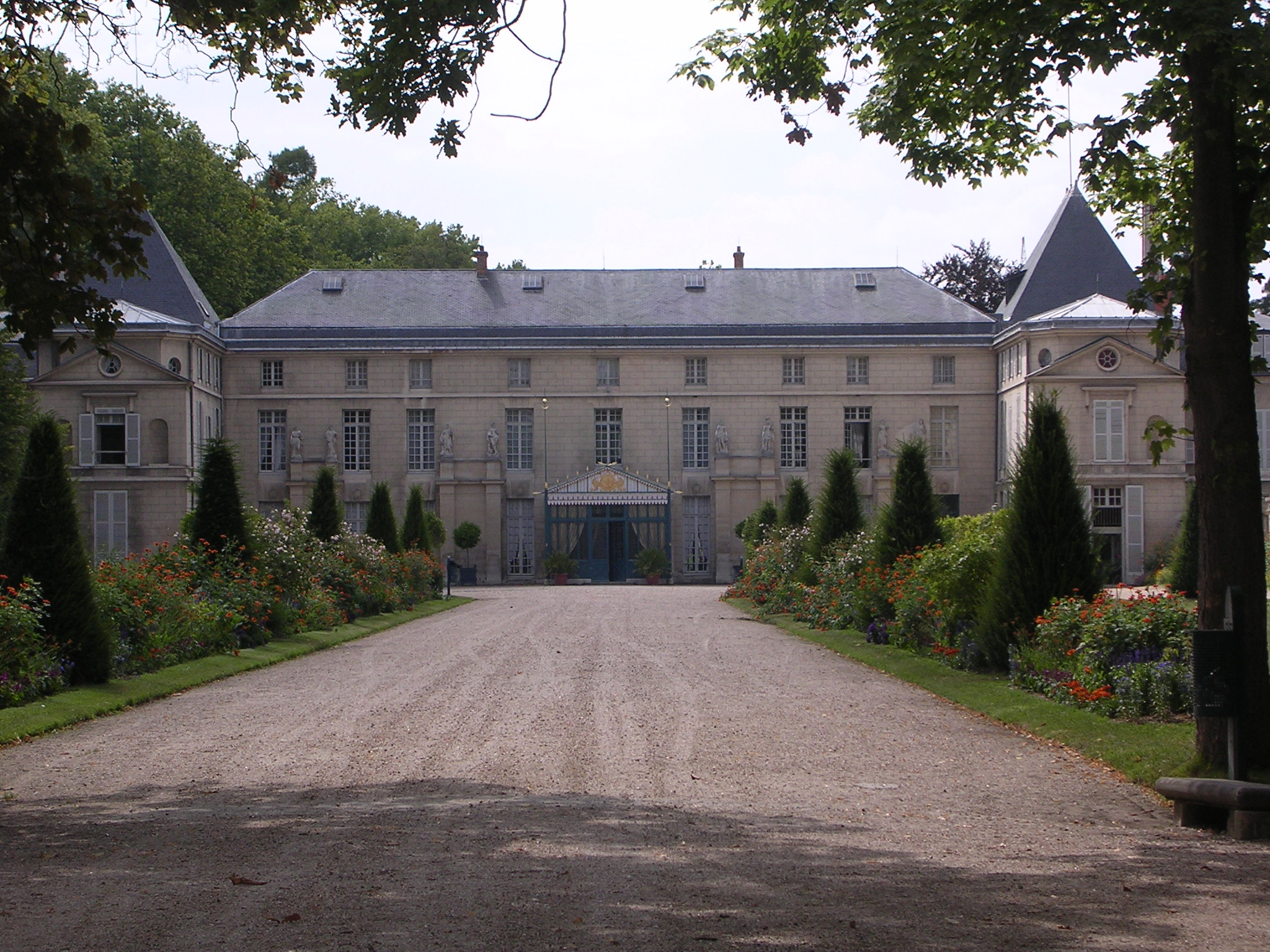
Fachada do Château de Malmaison.

O Castelo de Malmaison é um palácio francês situado na comuna de Rueil-Malmaison, departamento de Hauts-de-Seine.

## O palácio
A origem do nome "Malmaison" é mal conhecida. Malmaison, de "Mala domus", significa má casa. Geralmente, avança-se com a hipótese de má frequência do lugar (ladrões, invasão dos normandos) na Idade Média.
O edifício evoluiu em seguida, para se tornar num pequeno castelo sem floreios e sem pretensões no decorrer do século XVIII.
Mas o castelo entraria na história de França durante o Directório, quando Joséphine de Beauharnais, esposa de Napoleão Bonaparte, o comprou, no dia 21 de Abril de 1799, ao banqueiro Jacques-Jean Le Couteulx du Molay, por conselho de Jean Chanorier.
Napoleão pediu aos arquitectos Percier e Fontaine que renovassem e redecorassem a construção ao gosto da época. O palácio será mesmo o coração do governo francês (com o Palácio das Tulherias) durante o Consulado e Napoleão pernoitará ali regularmente até ao seu divórcio com Josefina, em 1809.
A partir de então, o palácio tornou-se na residência principal de Josefina, que, repudiada, recebe ali o Czar Alexandre I da Rússia em 1814, vindo a morrer no edifício no dia 29 de Maio de 1814.
O seu filho, o Príncipe Eugénio, herdou o palácio e a sua viúva vendeu-o ao banqueiro Jonas Hagermann em 1828.
Em 1842, Cristina de Espanha, esposa de Fernando VII de Espanha, adquiriu o edifício e fez dele sua residência, revendendo o domínio em 1861 a Napoleão III.
Depois da Guerra Franco-Prussiana de 1870, no decorrer da qual o exército prussiano saqueou o interior, foi instalada uma caserna no palácio.
Em 1877, o Estado vendeu o domínio a um comerciante de bens que loteou a maior parte do parque.
Em 1896, Daniel Iffla (dito Osiris), um rico meceanas, comprou o palácio e o seu parque reduzido a seis hectares, tendo-o restaurado e oferecido com a sua "colecção napoleónica" ao Estado em 1904, três anos antes da sua morte.
Actualmente, o Château de Malmaison é um museu da Réunion des Musées Nationaux (Reunião dos Museus Nacioanis), que apresenta o palácio restituido ao seu aspecto sob o Consulado e o Primeiro Império.
Merecem particular destaque a Sala do Conselho, em forma de tenda militar, e a biblioteca (para cuja visita se deve prever meio dia).

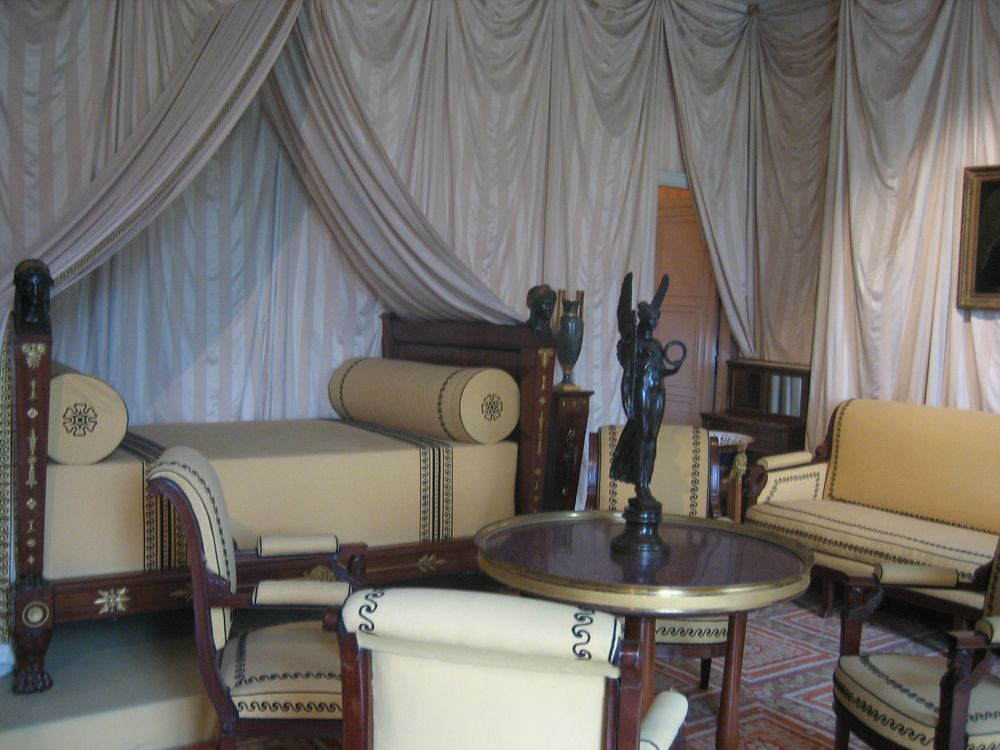
Quarto de Napoleão
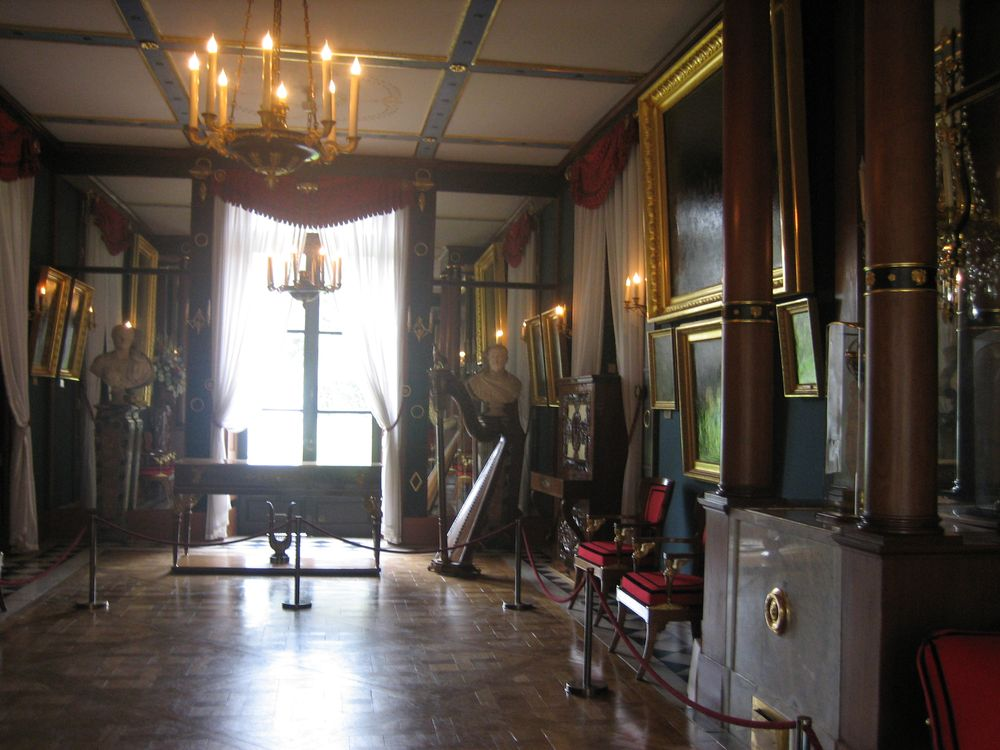
Salão de música
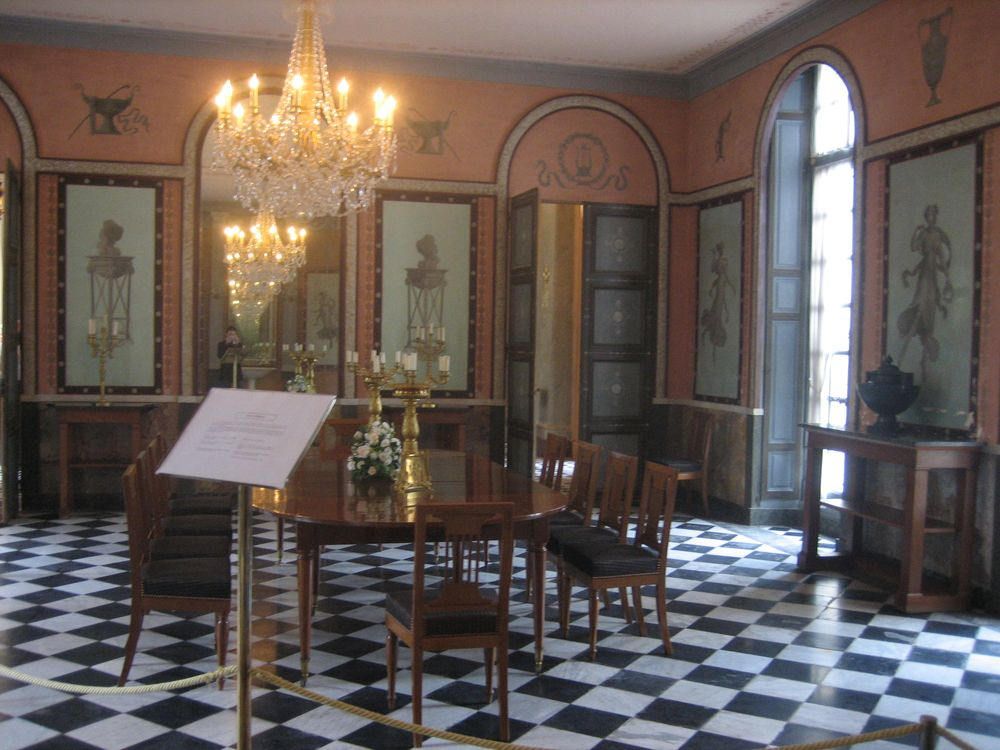
Sala de refeições
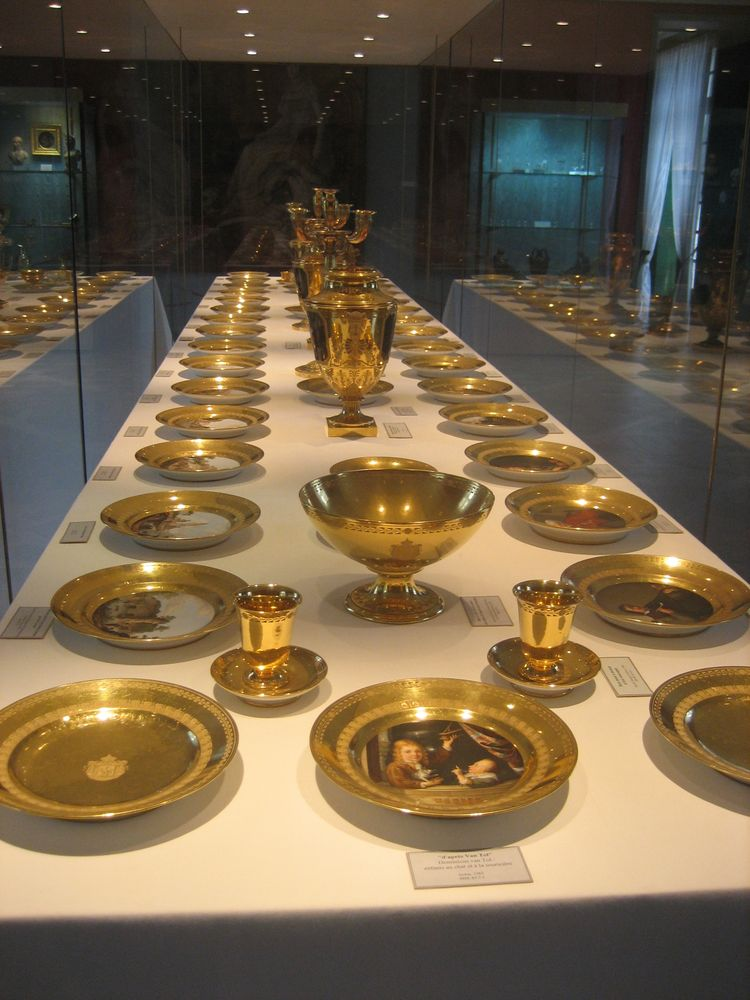
Serviço de Josefina (porcelana de Sèvres)

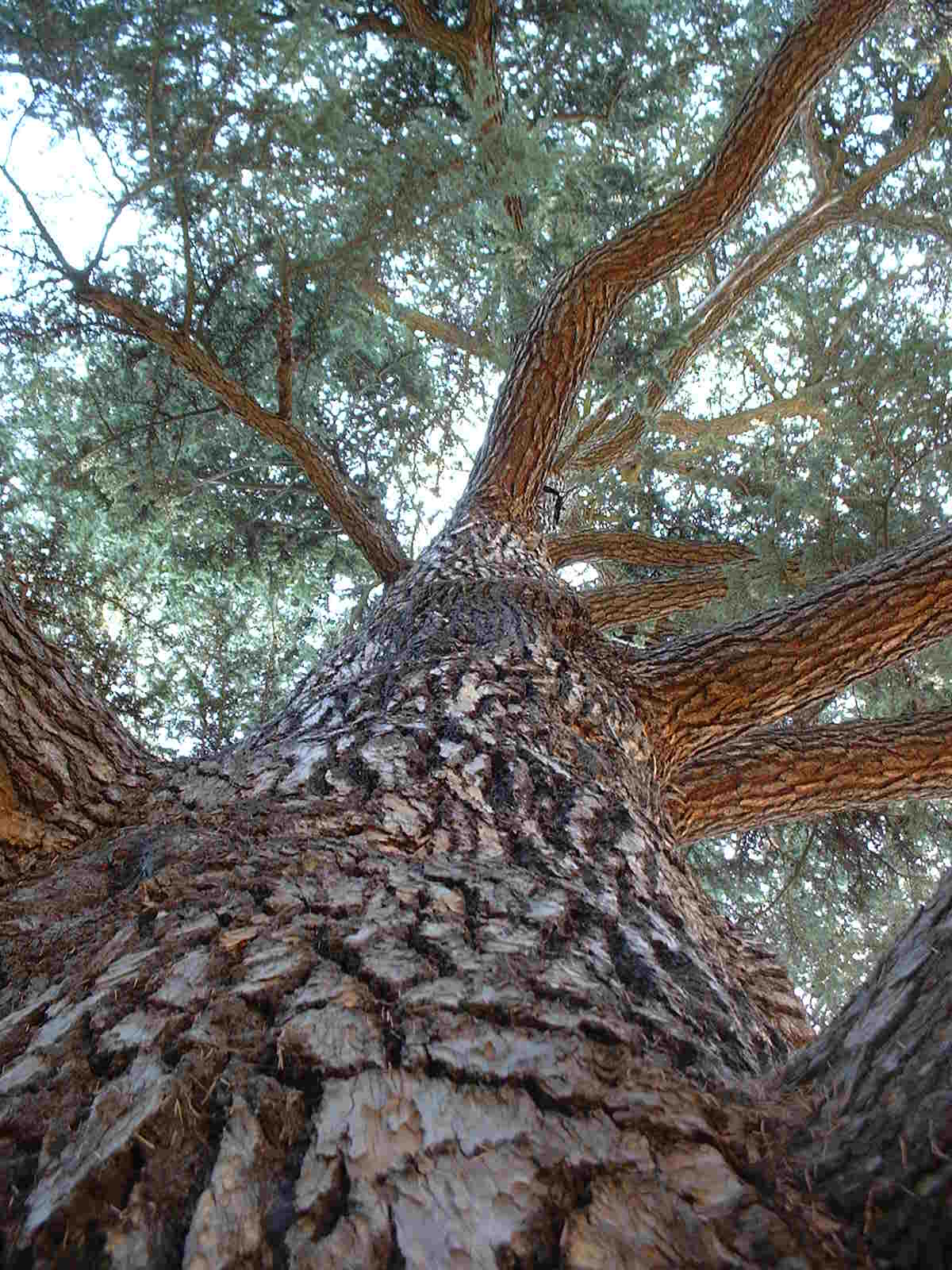
Cedro do Líbano plantado na proximidade da residência por Bonaparte em comemoração da Batalha de Marengo.

## O Parque de la Malmaison
À morte de Josefina, o parque tinha 726 hectares e passou a ser cuidado pelo botânico Étienne Soulange-Bodin, que era muito próximo dos Beauharnais. Era constituído pelos:
- parque em torno do Château de Malmaison;
- parque do Château de la Petite Malmaison;
- e parque do Château de Bois-Préau.